# Černíkovice (Hradec Králové)
Černíkovice (Hradec Králové) é uma comuna checa localizada na região de Hradec Králové, distrito de Rychnov nad Kněžnou.